# Mesure extérieure
La notion de mesure extérieure (ou mesure extérieure au sens de Carathéodory) est un concept, dû au mathématicien Constantin Carathéodory, qui généralise dans un cadre axiomatique une construction utilisée par Henri Lebesgue pour définir la mesure de Lebesgue des parties Lebesgue-mesurables de la droite réelle.

## Définition
Soit {\displaystyle X} un ensemble. Une mesure extérieure sur {\displaystyle X} est une fonction définie sur l'ensemble de toutes les parties de {\displaystyle X} :
{\displaystyle \varphi :{\mathcal {P}}(X)\rightarrow [0,+\infty ]}
qui vérifie les trois conditions suivantes :
- L'ensemble vide est de mesure extérieure nulle :

{\displaystyle \varphi (\varnothing )=0}
- Monotonie : Pour toutes parties {\displaystyle A} et {\displaystyle B} de {\displaystyle X},

{\displaystyle A\subset B\quad \Rightarrow \quad \varphi (A)\leq \varphi (B).}
- Sous-additivité dénombrable : Pour toute suite {\displaystyle (A_{j})_{j\geq 1}} de parties de {\displaystyle X},

{\displaystyle \varphi \left(\bigcup _{j=1}^{\infty }A_{j}\right)\leq \sum _{j=1}^{\infty }\varphi (A_{j}).}

## Construction d'une mesure à partir d'une mesure extérieure
Lorsque l'on dispose d'une mesure extérieure sur un ensemble {\displaystyle X}, on peut en déduire une mesure définie sur un sous-ensemble {\displaystyle {\mathcal {A}}} de l'ensemble des parties de {\displaystyle X}; ce sous-ensemble {\displaystyle {\mathcal {A}}} est alors une tribu (ou σ-algèbre) sur {\displaystyle X}.
Soit en effet {\displaystyle \phi } une mesure extérieure définie sur {\displaystyle {\mathcal {P}}(X)}. Définissons {\displaystyle {\mathcal {A}}\subseteq {\mathcal {P}}(X)} comme l'ensemble des parties {\displaystyle E} de {\displaystyle X} satisfaisant la condition suivante:
- {\displaystyle \forall F\subseteq X,\phi (F)=\phi (F\cap E)+\phi (F\backslash E)}

En somme, une partie de {\displaystyle X} est dans {\displaystyle {\mathcal {A}}} si et seulement si elle divise toute partie {\displaystyle F} de {\displaystyle X} de manière additive du point de vue de la mesure extérieure {\displaystyle \phi }.
On montre que l'ensemble {\displaystyle {\mathcal {A}}} ainsi défini est une tribu sur {\displaystyle X}.
On définit alors {\displaystyle \mu } comme la restriction de {\displaystyle \phi } à {\displaystyle {\mathcal {A}}}. On montre que {\displaystyle \mu } est une mesure sur l'espace mesurable {\displaystyle (X,{\mathcal {A}})}, c'est-à-dire que la propriété de sous-additivité dénombrable de la mesure extérieure devient une additivité dénombrable, lorsque la famille de parties concernées sont deux à deux disjointes.

## Référence
(en) Vladimir Bogachev, Measure Theory, Berlin, Springer, 2007, 575 p. (ISBN 978-3-540-34513-8 et 3-540-34513-2), p. 41